# George Koumantarakis
Georgios „George” Koumantarakis (ur. 27 marca 1974 w Atenach) – były południowoafrykański piłkarz greckiego pochodzenia występujący na pozycji napastnika.

## Kariera klubowa
George Koumantarakis zawodową karierę rozpoczynał w 1995 roku w Manning Rangers. Sezon 1996/1997 spędził na wypożyczeniu w Supersport United. Po zakończeniu rozgrywek powrócił do Manning Rangers, dla którego w 24 ligowych pojedynkach strzelił 12 bramek i był jednym z najlepszych strzelców w drużynie.
Latem 1998 roku Koumantarakis przeprowadził się do Szwajcarii, gdzie został zawodnikiem zespołu FC Luzern. W jego barwach w 27 meczach 9 razy wpisał się na listę strzelców, po czym podpisał kontrakt z FC Basel. Razem z nowym klubem w 2002 roku sięgnął po tytuł mistrza Szwajcarii oraz zdobył krajowy puchar. W ekipie FCB Koumantarakis spędził łącznie ponad 3 sezony, w trakcie których wystąpił w 84 spotkaniach i strzelił 26 goli.
W trakcie rozgrywek 2002/2003 południowoafrykański zawodnik przeniósł się do Preston North End. W Anglii Koumantarakis pełnił jednak rolę rezerwowego i przez półtora sezonu zanotował tylko cztery gole. W 2004 roku urodzony w Atenach piłkarz trafił do niemieckiego Rot-Weiß Erfurt, gdzie przez problemy z kolanem zdołał rozegrać tylko sześć spotkań. Następnie Koumantarakis został zawodnikiem Greuther Fürth, jednak przez kontuzję był zmuszony zakończyć karierę.

## Kariera reprezentacyjna
W reprezentacji Republiki Południowej Afryki Koumantarakis zadebiutował 6 kwietnia 1997 roku w przegranym 0:2 pojedynku przeciwko Kongo. W 2002 roku Jomo Sono powołał go do 23–osobowej kadry RPA na mistrzostwa świata. Na mundialu w Korei Południowej i Japonii popularni „Bafana Bafana” zajęli trzecie miejsce w swojej grupie i odpadli z turnieju. Na mistrzostwach Koumantarakis pełnił rolę rezerwowego, jednak w końcówkach wszystkich spotkań wchodził na boisku z ławki rezerwowych. Ostatni mecz w kadrze rozegrał 20 czerwca 2004 roku przeciwko Ghanie (0:3). Łącznie dla drużyny narodowej zanotował 13 występów i strzelił 1 bramkę.